# Spaghetti hacker
Spaghetti Hacker è un saggio del 1997 di Stefano Chiccarelli e Andrea Monti. Raccoglie e documenta la storia "non ufficiale" della telematica italiana.
Nel recensire il libro, Per aspera ad veritatem, la rivista del SISDE scrisse parlando degli autori:
"Ad essi va l'indiscutibile merito di aver elaborato, in maniera originale, tematiche e stereotipi di un genere letterario sconosciuto ai più ma che riesce ad interessare anche il lettore che per la prima volta si inoltra nel sentiero digitale, grazie ad uno stile semplice e chiaro, non privo di autoironia, in un'opera che descrive le esperienze vissute per districarsi nella semisconosciuta terminologia e nei complicati meccanismi del mondo informatico."
La caratteristica del libro è innanzi tutto quella di avere dato spazio ai protagonisti, nel senso che una parte consistente delle informazioni che fornisce sono state acquisite dagli autori con interviste dirette.
Spiegando in modo semplice le tecnicalità del linguaggio legale, il libro evidenzia, quasi con facoltà precognitive, i potenziali pericoli per la libertà della rete (censura, repressione, ottusità dei politici).
Nel 2011 dopo essere rientrati in possesso dei diritti sul libro, gli autori ne hanno pubblicato una nuova edizione per i tipi di Monti & Ambrosini Editori. La nuova edizione contiene aggiornamenti inediti delle vicende narrate in precedenza ed, è, invece, stata alleggerita di alcune parti giuridiche e tecniche che possono ora essere lette online.

## Edizioni
- Stefano Chiccarelli, Andrea Monti, Spaghetti Hacker, collana Connessioni, Apogeo, 1997,  p. 448, ISBN 88-7303-359-8.
- Stefano Chiccarelli, Andrea Monti, Spaghetti Hacker, collana Diogene, Monti&Ambrosini editori, 2011,  p. 320, ISBN 978-88-89479-14-8.